# 454 هـ
454 هـ هي سنة في التقويم الهجري امتدت مقابلةً في التقويم الميلادي بين سنتي 1062 و1063.

## أحداث
- الناصر بن علناس بن حماد يقتل الأمير بلكين بن محمد بن حماد انتقاما لأخته تاضميرت، ويستولي على الحكم في الدولة الحمادية

## مواليد
- أبو علي الصدفي، محدث أندلسي.
- ابن السمرقندي، عالم مسلم وراوي حديث.

## وفيات
- أبو عبد الله القضاعي
- ابن بابشاذ